# Ladislav Vörös
Ladislav Vörös, slovenski skladatelj, etnomuzikolog, pedagog in glasbeni esejist, * 8. marec 1930, Murska Sobota; † 2018.
Na Akademiji za glasbo v Ljubljani je leta 1958 končal študij kompozicije v razredu prof. Lucijana Marije Škerjanca. Vse življenje je posvetil pedagoškemu delu na glasbeni šoli v Murski Soboti. 
Vörös je avtor mnogih zapisov o ljudski glasbeni ustvarjalnosti na področju Porabja in Prekmurja. Njegov skladateljski opus obsega pretežno komorno glasbo in priredbe ljudskih cerkvenih pesmi.